# Coupe de Serbie de football
La Coupe de Serbie de football (en serbe : Kup Srbije) est une compétition de football à élimination directe organisée par la Fédération de Serbie de football. Elle est créée en 2006 et succède à la Coupe de Serbie-et-Monténégro.
L'actuel tenant du titre est l'Étoile rouge de Belgrade, vainqueur de l'édition 2024-2025 pour son huitième titre dans la compétition ; elle est aussi l'équipe la plus titrée devant l'autre club belgradois du Partizan qui l'a emporté à sept reprises.

## Palmarès
| Saison    | Vainqueur                    | Score                | Finaliste                | Stade                             | Affluence     |
| --------- | ---------------------------- | -------------------- | ------------------------ | --------------------------------- | ------------- |
| 2006-2007 | Étoile rouge de Belgrade     | 2 - 0                | Vojvodina Novi Sad       | Stade du Partizan, Belgrade       | 25 000        |
| 2007-2008 | Partizan Belgrade            | 3 - 0                | FK Zemun                 | Stade du Partizan, Belgrade       | 13 950        |
| 2008-2009 | Partizan Belgrade (2)        | 3 - 0                | FK Sevojno               | Stade du Partizan, Belgrade       | 13 434        |
| 2009-2010 | Étoile rouge de Belgrade (2) | 3 - 0                | Vojvodina Novi Sad       | Stade du Partizan, Belgrade       | 23 000        |
| 2010-2011 | Partizan Belgrade (3)        | 3 - 0                | Vojvodina Novi Sad       | Stade de l'Étoile rouge, Belgrade | 25 000        |
| 2011-2012 | Étoile rouge de Belgrade (3) | 2 - 0                | Borac Čačak              | Stade Mladost, Kruševac           | 11 000        |
| 2012-2013 | FK Jagodina                  | 1 - 0                | Vojvodina Novi Sad       | Stade du Partizan, Belgrade       | 15 000        |
| 2013-2014 | Vojvodina Novi Sad           | 2 - 0                | FK Jagodina              | Stade du Partizan, Belgrade       | 8 000         |
| 2014-2015 | FK Čukarički                 | 1 - 0                | Partizan Belgrade        | Stade Rajko Mitić, Belgrade       | 25 000        |
| 2015-2016 | Partizan Belgrade (4)        | 2 - 0                | Javor Ivanjica           | Stade Metalac, Gornji Milanovac   | 4 500         |
| 2016-2017 | Partizan Belgrade (5)        | 1 - 0                | Étoile rouge de Belgrade | Stade du Partizan, Belgrade       | 20 000        |
| 2017-2018 | Partizan Belgrade (6)        | 2 - 1                | Mladost Lučani           | Stade municipal, Surdulica        | 3 500         |
| 2018-2019 | Partizan Belgrade (7)        | 1 - 0                | Étoile rouge de Belgrade | Stade Rajko Mitić, Belgrade       | 20 000        |
| 2019-2020 | Vojvodina Novi Sad (2)       | 2 - 2 ap (4 - 2 tab) | Partizan Belgrade        | Stade municipal Čair, Niš         | 5 000         |
| 2020-2021 | Étoile rouge de Belgrade (4) | 0 - 0 ap (4 - 3 tab) | Partizan Belgrade        | Stade Rajko Mitić, Belgrade       | 0 (huis-clos) |
| 2021-2022 | Étoile rouge de Belgrade (5) | 2 - 1                | Partizan Belgrade        | Stade Rajko Mitić, Belgrade       | 30 000        |
| 2022-2023 | Étoile rouge de Belgrade (6) | 2 - 1                | FK Čukarički             | Stade Rajko Mitić, Belgrade       | 12 371        |
| 2023-2024 | Étoile rouge de Belgrade (7) | 2 - 1                | Vojvodina Novi Sad       | Stade Lagator (en), Loznica       | 8 000         |
| 2024-2025 | Étoile rouge de Belgrade (8) | 3 - 0                | Vojvodina Novi Sad       | Kraljevica Stadium (en), Zaječar  |               |

1. ↑  À la 83e minute de la finale, alors que le score est de 2-1 en faveur du Partizan Belgrade, les joueurs du Vojvodina Novi Sad quittent le terrain pour protester contre l'arbitrage et refusent de jouer les dernières minutes. Le match est par la suite définitivement abandonné et le score maintenu tel quel, amenant à la victoire du Partizan[1]. Quelques jours plus tard, la fédération serbe attribue officiellement au Partizan une victoire technique sur le score de 3-0.

## Bilan par club
| Club                     | Victoire(s) | Finale(s) | Édition(s) remportée(s)                        |
| ------------------------ | ----------- | --------- | ---------------------------------------------- |
| Étoile rouge de Belgrade | 8           | 2         | 2007, 2010, 2012, 2021, 2022, 2023, 2024, 2025 |
| Partizan Belgrade        | 7           | 4         | 2008, 2009, 2011, 2016, 2017, 2018, 2019       |
| Vojvodina Novi Sad       | 2           | 6         | 2014, 2020                                     |
| FK Jagodina              | 1           | 1         | 2013                                           |
| FK Čukarički             | 1           | 1         | 2015                                           |
| FK Zemun                 | -           | 1         |                                                |
| FK Sevojno               | -           | 1         |                                                |
| Borac Čačak              | -           | 1         |                                                |
| Javor Ivanjica           | -           | 1         |                                                |
| Mladost Lučani           | -           | 1         |                                                |